# Glacies baldensis
Glacies baldensis is een vlinder uit de familie spanners (Geometridae). De wetenschappelijke naam is voor het eerst geldig gepubliceerd in 1966 door Wolfsberger.
De soort komt voor in Europa.